# Casapueblo
El Museo Casapueblo es el nombre con el que se conoce a una edificación construida por el artista uruguayo Carlos Páez Vilaró ubicada en Punta Ballena, a 13 km de Punta del Este, Uruguay. Inicialmente fue casa de veraneo y taller del artista. Fue residencia permanente de su creador, donde trabajaba y donde pasó allí hasta su deceso.
Aunque es más conocido por ser un museo, las instalaciones también incluyen una galería de arte, una cafetería y un hotel.

## Desarrollo
Casapueblo se comenzó a construir en 1958 alrededor de una casilla de madera hecha con tablones encontrados en la costa, llamada La Pionera, por Carlos Páez Vilaró. Dicha casilla constituyó su primer atelier. Casapueblo fue diseñada con un estilo que puede equipararse con las casas de la costa mediterránea de Santorini pero el artista solía hacer referencia al nido del hornero al referirse a este tipo de construcción. Esta construcción, que demoró 36 años en completarse, tiene trece pisos con terrazas que permiten tener una vista óptima de la puesta del sol sobre las aguas del Río de la Plata.
Alberga un homenaje a Carlos Miguel, hijo del artista y uno de los dieciséis uruguayos sobrevivientes del accidente aéreo del vuelo 571 de la Fuerza Aérea Uruguaya, que se estrelló en los Andes el 13 de octubre de 1972.
Carlos Páez Vilaró ha recibido algunas de las más importantes personalidades del ámbito cultural y político, como la escritora Isabel Allende, la embajadora Mercedes Vicente, la sexóloga Mariela Castro, el artista Vinícius de Moraes, entre otros.
En febrero de 2017, se designó la Ruta Panorámica de Punta Ballena con el nombre de Carlos Páez Vilaró.

### Construcción
El complejo fue construido de manera artesanal y sin planos previos, en forma de laberinto, no tiene líneas rectas en su interior y predomina el color blanco. Se fue ampliando y modificando año a año como una residencia de «formas impredecibles».
La edificación está construida en cemento encalado y estuco.

"La construí [Casapueblo] como si se tratara de una escultura habitable, sin planos, sobre todo a instancias de mi entusiasmo. Cuando la municipalidad me pidió hace poco los planos que no tenía, un arquitecto amigo tuvo que pasarse un mes estudiando la forma de descifrarla."
Carlos Páez Vilaró.

## Museo
En la cúpula principal de Casapueblo se encuentran el museo y taller, donde se puede apreciar parte de la obra de Carlos Páez Vilaró. Cuenta con cuatro salas de exposiciones: Sala Nicolás Guillén, Sala Pablo Picasso, Sala Rafael Squirru, Sala José Gómez Sicre, sala de proyecciones, la 6Terraza de la sirena, el Mirador del hipocampo, la cafetería Taberna del Rayo Verde y una boutique. El museo puede visitarse todos los días de 10 a 18 horas.
Todas las tardes desde 1994 se realiza en las terrazas del museo la Ceremonia del Sol. Minutos antes de la puesta de sol, la voz del artista desde una grabación, dedica un poema al sol para despedirlo.

## Alojamiento

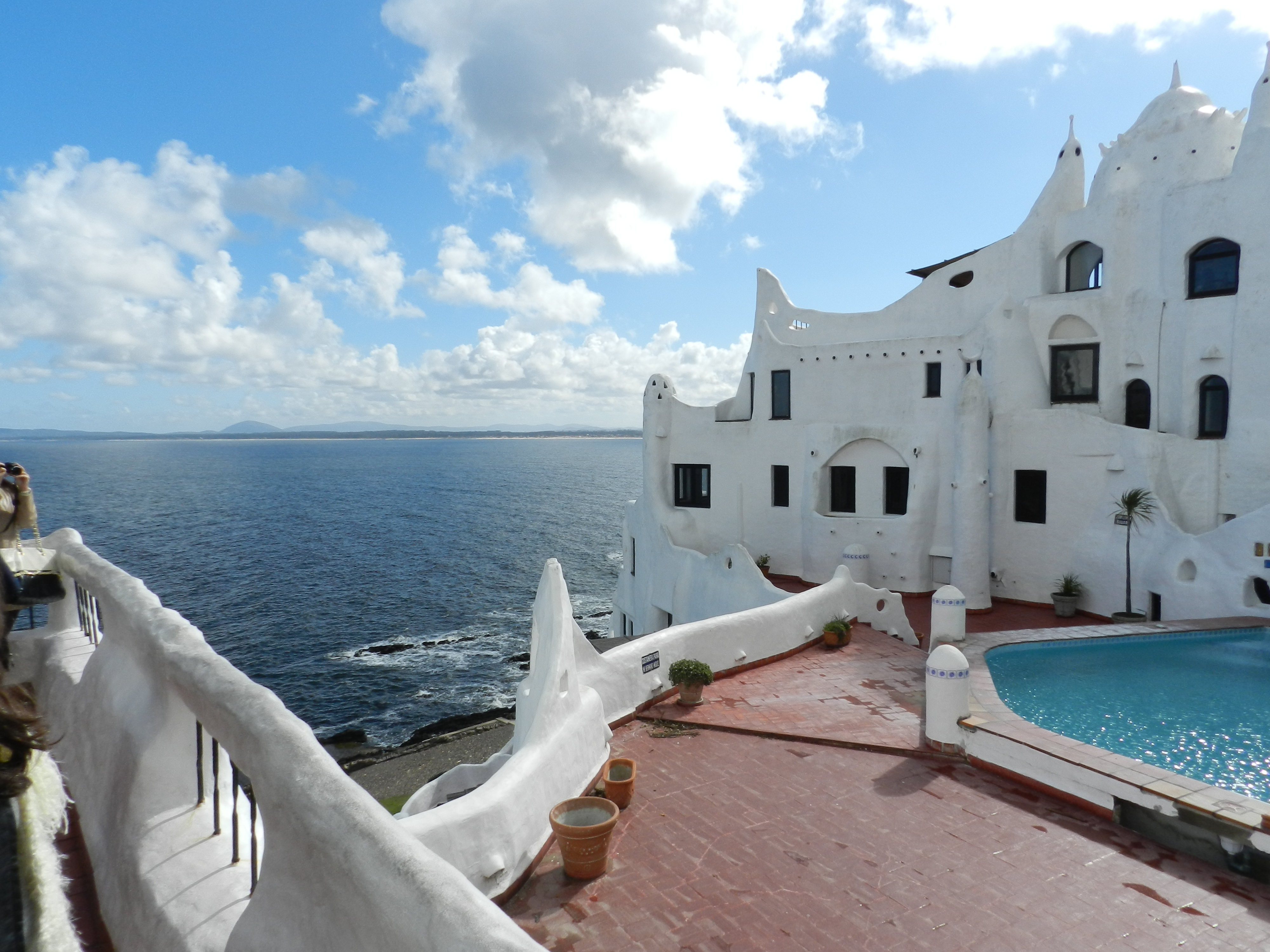

A 2020 el hotel Casapueblo dispone de 20 habitaciones y suites y 50 apartamentos con capacidad para 2, 4, 6 y hasta 8 personas. La temporada alta va de diciembre a febrero. Cada habitación tiene un nombre diferente. El hotel cuenta con el confort de cuatro estrellas como spa con piscina caliente, sauna, bar y restaurante. El Apart Hotel llamado Hotel Casapueblo o Club Hotel Casapueblo, tiene un restaurante llamado Las Terrazas que sigue el estilo de la construcción original.

En la actualidad el hotel es propiedad de un grupo empresarial al cual integra el argentino Antonio de la Rua, hijo del expresidente Fernando de la Rua.